# Assassin's Creed Odyssey
Assassin's Creed Odyssey là một trò chơi nhập vai hành động do Ubisoft Quebec phát triển và Ubisoft xuất bản. Đây là phần chính thứ mười một trong loạt Assassin's Creed và kế thừa Assassin's Creed Origins năm 2017. Game phát hành trên toàn thế giới cho Microsoft Windows, PlayStation 4, Xbox One, và Nintendo Switch vào ngày 5 tháng 10 năm 2018, với phiên bản Stadia ra mắt cùng với dịch vụ vào năm 2019. Giống như tiền nhiệm, trò chơi có thế giới mở và áp dụng các yếu tố từ thể loại nhập vai, chú trọng vào chiến đấu và khám phá hơn là lén lút.
Cốt truyện đặt trong một lịch sử hư cấu của các sự kiện trong thế giới thực, nhưng không giống như các trò chơi khác trong loạt, game không tập trung vào xung đột giữa Assassin Brotherhood và Templar Order. Câu chuyện chính diễn ra trong những năm 431–422 trước Công nguyên và kể về lịch sử Hi Lạp thần thoại Chiến tranh Peloponnesian giữa Athens và Sparta. Người chơi điều khiển một lính đánh thuê nam hoặc nữ (tiếng Hy Lạp cổ đại: μίσθιος misthios), chiến đấu ở cả hai phe của cuộc xung đột, trong khi cố gắng tìm kiếm gia đình của mình. Phần hiện đại của câu chuyện lấy bối cảnh ở thế kỷ 21 và tiếp tục các sự kiện của Origins, khi Layla Hassan, hiện là một đặc vụ Assassin, tìm kiếm Atlantis và một cổ vật mạnh mẽ mà nó sở hữu.
Trò chơi nhận đánh giá chung là tích cực từ các nhà phê bình, với những lời khen ngợi về lối chơi, đồ họa, cốt truyện, nhân vật và thiết kế thế giới, trong khi bị chỉ trích vì quá tham vọng và coi thường truyền thuyết lâu đời của dòng Assassin's Creed. Game cũng là một thành công về mặt thương mại, bán ra hơn 10 triệu bản trên toàn thế giới vào tháng 3 năm 2020. Trò chơi được tiếp nối bởi Assassin's Creed Valhalla, phát hành vào ngày 10 tháng 11 năm 2020. Lấy bối cảnh ở Anh và Na Uy thời trung cổ trong thời kỳ Viking xâm chiếm khắp châu Âu.

## Lối chơi
Tương tự như Assassin's Creed Origins, Odyssey chú trọng nhiều hơn vào yếu tố nhập vai so với các game trước trong loạt. Trò chơi có các tùy chọn đối thoại, nhiệm vụ phân nhánh và nhiều kết thúc. Người chơi có thể chọn nhân vật chính là Alexios hoặc Kassandra. Trò chơi có hệ thống danh tiếng, trong đó các lính đánh thuê khác sẽ đuổi theo người chơi nếu họ phạm tội như giết người hoặc ăn cắp.
Nhân vật chính, Alexios hoặc Kassandra, là một lính đánh thuê, hậu duệ của vua Spartan Leonidas I. Kế thừa Cây thương bị gãy của Leonidas, được rèn thành một lưỡi kiếm, để trở thành một vũ khí có khả năng đặc biệt trong chiến đấu. Trò chơi sử dụng một hệ thống cây kỹ năng cho phép người chơi mở khóa các khả năng mới. Ba cây kỹ năng gồm "thợ săn", giúp cải thiện khả năng bắn cung của nhân vật, "chiến binh", đặt trọng tâm vào chiến đấu và "sát thủ", tập trung vào hành động lén lút và im lặng hạ sát. Hệ thống này thay thế hệ thống vốn được sử dụng trong Origins, chỉ đưa ra một loạt các khả năng bị động. 
Hệ thống chiến đấu hitbox từng giới thiệu trong Origins trở lại và mở rộng để cấp cho người chơi quyền truy cập vào các kỹ năng đặc biệt khác nhau khi thanh khả năng đầy lên. Những kỹ năng này bao gồm việc gọi một cơn mưa tên và một cú đá mạnh để hạ gục đối thủ, tương tự như cơ chế "Overpower" từng được giới thiệu ở Origins để người chơi sử dụng đòn kết liễu mạnh mẽ trong chiến đấu. Trò chơi cũng có một hệ thống bánh răng trong đó mỗi mảnh áo giáp mà người chơi mặc có số liệu thống kê khác nhau và mang lại một loạt lợi thế. Chúng có thể được trang bị và nâng cấp riêng lẻ. Chế độ "eagle vision", cung cấp cho người chơi khả năng dò tìm khu vực bằng cách đánh dấu kẻ địch và đồ vật, đã được thay thế bằng một con đại bàng vàng tên là Ikaros làm bạn đồng hành, tương tự như Senu trong Origins.
Assassin's Creed Odyssey vẫn có hệ thống chiến đấu hải quân, từng xuất hiện lần đầu trong Assassin's Creed III, với người chơi có quyền đi vào tàu chiến thời kỳ Hy Lạp hóa để khám phá Biển Aegean. Cuộc xung đột giữa Athens và Sparta được thể hiện thông qua một "War System" cho phép người chơi nhận hợp đồng từ lính đánh thuê và tham gia vào các trận chiến quy mô khác nhau chống lại phe địch. Hệ thống chiến tranh có thể thay đổi ảnh hưởng của một phe trên một khu vực.
Người chơi có thể phát triển các mối quan hệ tình cảm với các nhân vật không thể chơi được của cả hai giới tính, bất kể giới tính của nhân vật của họ là gì. Giám đốc sáng tạo Jonathan Dumont nhận xét rằng "vì câu chuyện được định hướng bởi sự lựa chọn, chúng tôi không bao giờ ép buộc người chơi trong những tình huống lãng mạn mà họ có thể cảm thấy không thoải mái (...) Tôi nghĩ điều này cho phép mọi người xây dựng các mối quan hệ mà họ muốn, tôi tôn trọng cách mọi người nhập vai và thỏa mãn mong muốn đó."

## Cốt truyện

### Bối cảnh
Game lấy bối cảnh từ năm 431–422 trước Công nguyên, bốn thế kỷ trước những sự kiện của Assassin's Creed Origins và sự ra đời của Hidden Ones (tiền thân của Assassin Brotherhood). Thuật lại lịch sử thần thoại bí ẩn trong Chiến tranh Peloponnesian, cuộc nội chiến giữa các thành bang của Hy Lạp. Người chơi sẽ vào vai một lính đánh thuê và có thể chiến đấu cho Delian League, do Athens lãnh đạo, hoặc Peloponnesian League do Sparta lãnh đạo. Cốt truyện chính của trò chơi là người chơi cố gắng khôi phục lại gia đình, sau khi nhân vật chính và anh chị em bị cha ruột ném xuống vách đá khi còn bé, dưới sự thúc giục của Pythia, còn được gọi là Nhà tiên tri của Delphi, và bị bỏ mặc đến chết. Các nhiệm vụ khốc liệt sẽ diễn ra song song với sự tàn phá của một giáo phái tà ác bao trùm Hy Lạp, cũng như khám phá các cổ vật và quái vật từ thời đại Atlantean.
Giống như các phần chơi trước trong loạt, Odyssey được thuật lại theo lời kể đương đại của Layla Hassan, một nhà nghiên cứu người Mỹ gốc Ai Cập Abstergo đã trở thành Assassin, từng được giới thiệu trong Assassin's Creed Origins.
Trò chơi có một số nhân vật lịch sử mà người chơi có thể gặp và nói chuyện, bao gồm Alkibiades, Archidamus II, Aristophanes, Aspasia, Brasidas, Euripides, Kleon, Democritus, Herodotos, Hippokrates, Pausanias, Perikles, Phidias, Plato, Polykleitos, Praxilla, Pythagoras, Sokrates, Sophokles, Thespis và Xanthippe. Bao gồm các địa điểm lịch sử và thần thoại của Hy Lạp như Agora xứ Athens, Kephallonia, Ithaca, Odeon xứ Athens, Rừng sồi Foloi, tượng thần Zeus ở Olympia, Naxos, Lesbos, Athens cổ đại, Argolis cổ đại, Pnyx, Phokis, Macedonia và Mesara, cũng như giáp mặt những sinh vật nổi tiếng trong thần thoại Hy Lạp như Medusa, Cyclops và Minotaur.

### Cốt truyện
Trong Trận Thermopylae, Vua Leonidas dẫn đầu quân đội Spartan chống lại cuộc tấn công của Persian. Tuy giành được chiến thắng, nhưng Leonidas bắt được một tên lính và hắn đã khai ra sự tồn tại của hẻm núi thiêng, nó đã bị tiết lộ cho quân đội Ba Tư, họ sẽ bao vây quân Sparta vào buổi sáng. Không hề nao núng, Leonidas quyết tâm ngăn chặn bước tiến của quân Ba Tư.
Trong thời hiện đại, Layla Hassan đang khôi phục lại Spear of Leonidas cùng với Victoria Bibeau, và chiết lấy DNA của hai cá nhân từ nó, anh chị em nhà Kassandra và Alexios. Với sự giúp đỡ của Assassin, Layla chọn một trong hai anh chị em (trong sách của Odyssey, Kassandra là Misthios) và kích hoạt Animus để tìm vị trí của Staff of Hermes.
Các Misthios bắt đầu như những đứa trẻ Spartan bình thường, được nuôi dưỡng bởi cha mẹ là Nikolaos và Myrrine, và kế thừa Ngọn giáo Vua Leonidas từ Myrrine, một hậu duệ của Leonidas. Tuy nhiên, một ngày nọ, Misthios và anh em bị ném ra khỏi một ngọn núi do một lời sấm truyền của một tiên tri, Misthios bị chính Nikolaos ném đi. Misthios sống sót sau cú ngã và chạy trốn đến đảo Kephallonia, nơi họ lớn lên, làm việc vặt cho đến khi Cuộc chiến Peloponnesian nổ ra. 
Một người đàn ông giàu có tên là Elpenor tiếp cận Misthios, thuê họ ám sát "The Wolf of Sparta". Misthios sau đó phát hiện ra Sói già chính là Nikolaos và đối đầu với ông. Nikolaos thừa nhận rằng ông hối hận về những gì đã làm, nhưng đó là vì lợi ích của Sparta. Misthios sẽ có lựa chọn hành hình hoặc đối đầu với Nikolaos, và phát hiện ra Nikolaos chỉ là cha nuôi của họ và Myrrine đang gặp nguy hiểm. Misthios đối đầu với Elpenor, hắn tiết lộ có biết Nikolaus là cha dượng của họ và muốn ông chết đi để tránh một cuộc chiến khác. Sau đó hắn đề nghị một công việc khác là ám sát Myrrine, nhưng Misthios từ chối và Elpenor bỏ chạy. Misthios sau đó đi đến Delphi để hỏi Pythia nơi ở của Myrrine, và gặp Herodotos, người nhận ra Ngọn giáo Vua Leonidas mà Misthios mang theo. Khi gặp Pythia, Misthios được cảnh báo về Cult of Kosmos, đang tìm cách giết họ và gia đình. Misthios tiếp tục điều tra Giáo phái bằngg cách ám sát Elpenor và sử dụng thuật ngụy trang để thâm nhập vào cuộc họp của Giáo phái. Giáo phái có kế hoạch lợi dụng chiến tranh để nắm quyền kiểm soát tất cả Hy Lạp, và người thực thi Deimos thực ra chính là anh chị em của Misthios, đã bị tẩy não để tuân theo mệnh lệnh của Giáo phái.
Misthios tiếp tục trên hành trình rong đuổi khắp Hy Lạp, xóa bỏ sự bại hoại của Giáo phái từ cả Sparta và Athens, kết bạn với những nhân vật Hy Lạp mạnh mẽ như Perikles và Aspasia. Họ không thể ngăn chặn việc Perkles bị ám sát dưới bàn tay của Deimos, nhưng có thể đoàn tụ với Myrrine và tìm thấy người cha thật sự, Pythagoras. Myrrine và Pythagoras giải thích rằng họ đã hình dung ra Alexios và Kassandra sẽ bảo vệ huyết thống của Leonidas, khi ông và hậu duệ của ông có mối liên hệ đặc biệt với các cổ vật Precusor, chẳng hạn như Ngọn giáo Vua Leonidas. Pythagoras giao nhiệm vụ cho Misthios phục hồi một số cổ vật Precusor cần thiết để vĩnh viễn phong ấn thành phố bí ẩn Precursor của Atlantis, không để tri thức của nó bị lạm dụng bởi kẻ thù như Giáo phái. Sau đó, Misthios dự định trả thù cho cái chết của Perikles bằng cách ám sát đối thủ, Kleon. Tùy thuộc vào hành động của Misthios, họ có thể thuyết phục Deimos từ bỏ Giáo phái và xây dựng lại gia đình với Nikolaos, Myrrine, anh chị em, và em họ mới sinh Stentor cùng sống hạnh phúc bên nhau trong ngôi nhà lúc trước.
Cuộc chiến xoay chiều và Giáo phái hầu như bị loại bỏ, Misthios chạy đến địa điểm họp bí mật của Giáo phái dưới Đền Delphi, để phá hủy kim tự tháp Precusor mà Giáo phái đang sử dụng để tác động đến tình hình chính trị Hy Lạp. Chạm vào nó, họ nhìn thấy những xung đột trong tương lai trước khi phá hủy kim tự tháp. Aspasia sau đó đến và tiết lộ cô chính là lãnh đạo của Giáo phái nhưng không đồng ý với các hành động sau đó, khi các thành viên trở nên tha hóa, và cô cảm ơn Misthios vì đã phá hủy Giáo phái. Misthios có tùy chọn giết chết hoặc đấu với Aspasia, nhưng tất cả đều dẫn tới việc cắt đứt mối quan hệ với cô ấy. Cuối cùng, Misthios thu thập tất cả các cổ vật cần thiết dựa trên những quái vật trong truyền thuyết Hy Lạp (Minotaur, Cyclopes, Medusa và Sphinx) để niêm phong Atlantis, và kích hoạt một bản ghi âm từ Precursor Aletheia, giải thích với Misthios và Layla rằng kiến thức và công nghệ hiện đại của Precusor không dành cho loài người và phải bị phá hủy để loài người có thể bộc lộ tiềm năng thực sự. Pythagoras miễn cưỡng chuyển Quyền trượng thần Hermes cho Misthios, rồi chết.
Trong thời hiện đại, Layla sử dụng dữ liệu từ Animus để tìm Atlantis và kích hoạt nó với sự giúp đỡ của các Assassin khác là Victoria Bibeau, Kiyoshi Takakura và Alannah Ryan. Khi các Assassin phân tích dữ liệu bên trong, Layla bị sốc khi nhìn thấy Misthios, vẫn còn sống cho đến thời hiện đại bởi Quyền trượng thần Hermes. Misthios cảnh báo Layla rằng thế giới cần cân bằng giữa trật tự và hỗn loạn, tương ứng với Templar Order và Assassins, và bên nào chiếm ưu thế so với bên kia cũng sẽ dẫn đến sự diệt vong của thế giới. Misthios cũng giải thích Layla chính là tiên tri gia mang lại sự cân bằng giữa trật tự và hỗn loạn và đưa cho cô Quyền trượng thần Hermes, rồi hy sinh mạng sống. Layla, tuy nhiên, lại nói rằng có rất nhiều kiếp sống của Misthios mà họ chưa nhìn thấy, và quay trở lại Animus.

### Nội dung có thể tải xuống
Hai chương, ba tập, mỗi tập được phát hành để tiếp tục câu chuyện chính: Legacy of the First Blade và The Fate of Atlantis.

###### Legacy of the First Blade
Phần truyện này tập trung vào cách Odyssey được kết nối với các phần khác trong loạt Assassin's Creed. Có ba tập DLC: Hunted, Shadow Heritage và Bloodline.
Trong "Hunted", Misthios đến Macedonia và bắt gặp Assassin Darius, tên khai sinh là Artabanus, và đứa con của anh ta (giới tính phụ thuộc vào lựa chọn nhân vật của người chơi). Macedonia đã bị Order of the Ancients đánh bại trong nhiệm vụ giết Darius, con của anh ta và Misthios mà họ gọi là 'Kẻ bị nhiễm độc' vì họ được coi là những người có sức mạnh hủy diệt thế giới. Misthios hợp tác với Darius và đứa con của anh ta để tìm và đánh bại Huntsman, kẻ đang săn lùng và tiêu diệt những Kẻ bị nhiễm độc một cách tàn bạo. Darius thừa nhận rằng anh ta đã làm việc với Order ở Ba Tư để ám sát vua Xerxes I của Ba Tư. Khi Darius cố gắng ám sát Artaxerxes I của Ba Tư, anh ta đã bị chặn lại bởi chiến hữu Amorges, tin rằng không cần thiết phải ám sát vị vua mới. Hành động của Darius khiến anh bị coi là kẻ phản bội và phải bỏ trốn cùng đứa con duy nhất của mình. Với việc Huntsman đã chết, Darius và đứa con rời Macedonia sau khi từ biệt Misthios.
Trong "Shadow Heritage", Misthios đến Achaea và chạm trán với Darius một lần nữa. Order, do Tempest lãnh đạo, đã phong tỏa hải quân quanh khu vực và đang tàn sát những người tị nạn Macedonian trong nỗ lực ngăn cản Darius và đứa con của anh ta thoát khỏi thế giới Hy Lạp. Misthios có thể làm suy yếu sức mạnh của Order ở Achaea bằng cách phá hoại sự phát triển của súng phun lửa gắn trên tàu và đánh chìm hạm đội của Tempest. Kleia, mẹ của Tempest và là đồng minh của Misthios, tiết lộ rằng Order coi Tempest là một Kẻ bị nhiễm độc và họ đã lợi dụng cô ấy. Tempest chết và Misthios đưa những người tị nạn đến nơi an toàn. Sau đó, Darius và đứa con quyết định đến định cư với Misthios ở Achaea. Một thời gian sau, Misthios có một con trai, Elpidios, với con của Darius.
Trong "Bloodline", Misthios từ giã cuộc sống lính đánh thuê để dành thời gian cho Darius, Elpidios và đứa con của anh ta ở Achaea. Amorges và Order tấn công ngôi làng của họ, giết chết đứa con của Darius và bắt cóc Elpidios. Misthios và Darius lên đường đến Messenia, thành trì của Order ở Hy Lạp. Họ dụ Amorges trốn khỏi nơi ẩn náu, nhưng anh ta từ chối trả lại Elpidios vì tin rằng lối sống bạo lực của Misthios cuối cùng sẽ làm hại anh ta. Amorges tuyên bố Order là một ý tưởng chứ không phải một nhóm người, có nghĩa là Misthios và Elpidios sẽ luôn là mục tiêu. Tuy nhiên, Darius nói chính kiến thức mới có thể chống lại điều này và hòa giải với Amorges, người đã tiết lộ vị trí của Elpidios và chết. Biết con trai của họ sẽ không bao giờ được an toàn, Misthios giao cho Darius chăm sóc Elpidios. Darius đưa Elpidios đến Ai Cập, khi cả hai sẽ trở thành tổ tiên của Aya, vợ của Bayek và là người sáng lập Assassin Brotherhood.

###### The Fate of Atlantis
Phần truyện này tập trung vào thần thoại Hy Lạp, và tiếp theo sau nhiệm vụ của Misthios, người chơi sẽ tìm hiểu và mở khóa toàn bộ sức mạnh của Quyền trượng thần Hermes Trismegistus và mở khóa giác quan thứ sáu tiềm ẩn. Có ba tập: "Fields of Elysium", "Torment of Hades" và "Judgment of Atlantis."
Trong "Fields of Elysium", Misthios sẽ khám phá thế giới bên kia của người Hy Lạp ở thiên đường Elysium. Ở đó, Misthios sẽ gặp Persephone, Adonis, Hermes và Hecate, những thành viên của tộc Isu được loài người gọi là thần. Hermes giúp Misthios có thêm kiến thức về Quyền trượng, trong khi một cuộc nổi dậy chống lại sự cai trị độc đoán của Persephone bắt đầu hình thành dưới sự lãnh đạo của Adonis. Cùng lúc đó, Hecate lại âm mưu về cuộc nổi dậy của riêng ông, dự định chiếm đoạt Persephone và giành lấy quyền lực. Sau khi biết bản chất thực sự của thiên đường Hy Lạp này, Misthios và Hermes đối đầu với Hecate và Persephone. Sau một cuộc tranh cãi ngắn, Persephone bỏ đi để đối phó với cuộc nổi loạn của Adonis, khi này trở thành một cuộc nổi dậy toàn năng ngay bên ngoài cung điện của cô. Misthios tham chiến, và sau khi trận chiến kết thúc, sẽ cùng Hermes đối đầu với Persephone và yêu cầu cô mở cánh cổng giữa Elysium và Hades, nơi Misthios tiếp tục tìm hiểu về Quyền trượng. Persephone ném Hermes xuống một vách đá vì sự bất tuân của anh ta trong việc giúp đỡ Misthios, và tiết lộ chìa khóa đến Hades, bản thân nó là một cổ vật của Atlantis, được giấu trong vòng cổ mà con chó của Persephone, Ros, đang đeo. Persephone mở cổng vào Underworld và ném Misthios, Ros và Apple of Eden vào trong. Khi kết hợp với Apple of Eden, Ros hiện thân là Cerberus, giám hộ của Underworld.
Trong "Torment of Hades", Misthios đầu tiên phải chiến đấu với Cerberus. Sau khi con quái thú bị đánh bại, Hades tiếp cận Misthios và bày tỏ sự bất bình trước cái chết của giám hộ. Sau cái chết của Cerberus, vết rạn nứt giữa Tartaros và Underworld bắt đầu mở ra, giải phóng những linh hồn thường bị giam giữ trong Tartaros trở lại Underworld. Misthios sau đó được giao nhiệm vụ tìm kiếm một giám hộ mới trong bốn cánh cổng dẫn đến Underworld. Khi Misthios hiểu thêm về Quyền trượng, họ đã đoàn tụ với một số người trong phần chính của câu chuyện. Sau khi chiêu mộ Perseus, Achilles, Agamemnon và Heracles làm giám hộ cho Hades và giúp Charon giảm thiểu sự hỗn loạn do vết nứt Tartaros gây ra, Misthios đối mặt với Hades và yêu cầu đổi lấy sự giúp đỡ, Hades giúp họ tìm hiểu thêm về Quyền trượng thần Hermes Trismegistus. Hades tiết lộ rằng ông ta không có ý định giúp đỡ Misthios, và thực sự có dự định muốn họ trở thành người giám hộ của cánh cổng thứ năm dẫn đến Underworld, điều mà ông đã che giấu họ. Misthios sau đó phải chiến đấu với Hades, nhưng trước khi hắn có thể bị đánh bại hoàn toàn, Poseidon xuất hiện thông qua một cánh cổng và hộ tống Misthios đến Atlantis.
Trong "The Judgement of Atlantis", Misthios tiến vào Atlantis cùng với Poseidon, người sẵn sàng giúp Misthios mở khóa toàn bộ tiềm năng của Quyền trượng. Poseidon giải thích rằng ông lo lắng về mối quan hệ căng thẳng giữa Isu và con người ở Atlantis, và bổ nhiệm Misthios làm "Dikastes", chỉ huy thứ hai của ông, với hy vọng rằng việc bổ nhiệm một người lai giữa loài người-Isu vào vị trí này sẽ giúp dập tắt những căng thẳng. Là Dikastes của Atlantis, Misthios chịu trách nhiệm thực thi luật pháp của Poseidon và giữ trật tự trong thành phố, đồng thời đưa ra phán quyết về toàn bộ Atlantis. Poseidon cũng khuyến khích Misthios khám phá thêm kiến thức về Quyền trượng thần Hermes Trismegistus. Khi Misthios tìm hiểu khắp Atlantis, dần dần người ta thấy rằng Isu thường xuyên không tuân theo luật của Poseidon và thực hiện những tội ác khủng khiếp chống lại loài người, trong đó nghiêm trọng nhất là "Project Olympos"—một chương trình kỹ thuật di truyền do Isu Juno và chồng cô là Aita lãnh đạo—đã thử nghiệm trên các đối tượng con người bị bắt cóc, kết hợp chúng với các đồ tạo tác của Isu để tạo ra những quái thú lai đáng sợ như Cyclopes, Minotaur, Sphinx, Medusa, và gần nhất là Hekatonchires. Sau khi phát hiện ra trụ sở của Project Olympos, Misthios quay trở lại Poseidon để phán xét Atlantis, nhưng cuộc trò chuyện của họ bị gián đoạn bởi sự xuất hiện của Juno và Aita, họ tiết lộ rằng tạo tác ra cuối cùng của họ, Hekatonchires, đã hoàn tất. Misthios đối đầu với con quái vật, và sau khi nó bị đánh văng trở về cung điện của Poseidon và tuyên bố không thể cứu Atlantis. Sử dụng các đồ tạo tác của Atlantis, Misthios hồi sinh từ Ros, và Hekatonchires, cùng với Quyền trượng Thần Hermes Trismegistus, Poseidon và Misthios, tất cả được kích hoạt tối đa để tiêu diệt Atlantis. Sau đó Misthios thức dậy, trở lại thế giới thực và Aletheia nói những ký ức đã trải qua chỉ là mô phỏng nhưng không kém phần thực tế, vì chúng là ký ức của Aletheia trong thời gian cô còn là Dikastes, và Isu đã thất bại trong việc thay đổi số phận của họ.
Ở thời hiện đại, Layla trải qua tất cả những thử thách này với tư cách là Misthios theo lệnh của Isu Aletheia, vì vậy cô đã có thể trở thành Người giữ Quyền trượng. Sau cuộc nổi loạn ở Elysium, cô bị bác sĩ Victoria ép buộc, sợ hãi về những gì đang xảy ra với Layla. Khi cả hai tranh cãi, lực lượng Abstergo tấn công, và Layla giết tất cả, trừ một người, bảo hắn đi nói với người đứng đầu là Otso Berg, rằng ông ta đã thua. Sau khi giúp Hades, Layla lại một lần nữa bị Victoria ép buộc và lấy Quyền trượng đi để ngăn Layla tự sát. Layla giằng lấy Quyền trượng và vô tình giết chết Victoria, khiến Aletheia tức giận, vốn luôn lo sợ rằng cô đã chọn một nước đi tồi tệ. Layla có thể thuyết phục cô cho mình một cơ hội khác. Sau sự hủy diệt của Atlantis, Layla được cảnh báo về một Interloper đang đến gần, chính là Otso Berg. Hắn muốn Quyền trượng của Templar Order sẽ đảm bảo mạng sống cho hắn sau Tận thế, nhưng Layla từ chối. Họ chiến đấu và Layla thắng, làm tê liệt Otso Berg sau khi nói với ông rằng các Templar đã thua trận. Cuối cùng, Layla khôi phục giao thức với Altair II và thông báo cho Alannah về những sự kiện vừa mới xảy ra.

## Phát hành
Trước khi xuất hiện tại E3 2018, Assassin's Creed Odyssey đã bị rò rỉ vào tháng 5 năm 2018 sau khi trang web tiếng Pháp Jeuxvideo nhận được một keychain có ghi tên Assassin's Creed Odyssey trên đó. Ubisoft công bố Assassin's Creed Odyssey và xuất hiện tại Hội chợ giải trí điện tử 2018 ngay sau đó. Một ngày trước hội nghị báo chí Ubisoft E3, ảnh chụp màn hình của trò chơi bị rò rỉ bởi trang web trò chơi Gematsu. Trò chơi phát hành vào ngày 5 tháng 10 năm 2018 cho Microsoft Windows, PlayStation 4 và Xbox One. Phiên bản Nintendo Switchc công bố trong tháng 9 năm 2018 tại Nintendo Direct. Assassin's Creed Odyssey là tựa game lưu trữ đám mây trên Nintendo Switch. Phiên bản Nintendo Switch ra mắt cùng ngày với các nền tảng khác, nhưng độc quyền cho Nhật Bản.
Phần season pass của trò chơi bao gồm hai DLC trải dài trong sáu tập cũng như các phiên bản làm lại của Assassin's Creed III và Assassin's Creed Liberation. Hai chương, ba tập, mỗi tập được phát hành để tiếp tục câu chuyện chính: Legacy of the First Blade và The Fate of Atlantis. Một chế độ tự tạo cốt truyện cho phép người chơi có thể tự tạo và chia sẽ các nhiệm vụ tùy chỉnh, phát hành vào tháng 6 năm 2019. Discovery Tour: Ancient Greece, một chương trình giáo dục cho phép người chơi lựa chọn giữa các vùng tự do trong thế giới Hy Lạp Cổ đại để tìm hiểu thêm về lịch sử và cuộc sống hàng ngày hoặc tham gia các chuyến tham quan có hướng dẫn do các nhà sử học phụ trách, phát hành vào cuối năm 2019.
Một số phiên bản đặc biệt cũng đã phát hành.

## Tiếp nhận
EGMNow cho trò chơi 8.5/10 điểm, viết "Assassin's Creed Odyssey, đúng như tên gọi của nó. Bằng cách đầu tư hoàn hảo vào việc trở thành một game nhập vai hành động, nhân vật, hệ thống chiến đấu, cốt truyện, phạm vi của Odyssey vượt xa bất cứ điều gì mà loạt đã từng đạt được cho đến nay. Tham vọng của nó vừa tốt vừa cần nhiều thời gian hơn, giống như cách nó chia khoảnh khắc trong cốt truyện hoặc cách cân bằng hệ thống cấp độ, nhưng trải nghiệm tổng thể vẫn là, đơn giản hóa, đầy tính sử thi."
IGN ca ngợi "xây dựng thế giới, cảnh vật và lối chơi hấp dẫn" và đánh giá tổng kết 9,2/10 điểm "thế giới phiêu lưu mở của Assassin's Creed Odyssey's qua nền văn hóa Hy Lạp cổ đại là một trải nghiệm vừa hồi hộp vừa tuyệt đẹp, điều tuyệt vời nhất từng có trong loạt." GamesRadar+ đánh giá 5 trên 5 sao, ca ngợi các nhân vật, mở đầu thế giới và cốt truyện mê hoặc, "mọi thứ Origins đã làm là hoàn hảo và được nâng tầm theo cách mà bạn chưa bao giờ nghĩ đến đối với loạt Assassin's Creed. Thì Odyssey lại có tất cả."
Tháng 4 năm 2020, Game Informer xếp hạng game hay thứ ba trong loạt Assassin's Creed cho đến nay.

### Doanh số bán ra
Trong vòng hai ngày đầu tiên mở bán tại Nhật Bản, phiên bản PlayStation 4 của Assassin's Creed Odyssey bán ra 45.166 bản. Tại Mỹ, trò chơi đã trải qua tuần đầu tiên có doanh số bán hàng tốt hơn bất kỳ tựa nào khác của loạt trên thế hệ máy chơi trò chơi hiện tại. Ubisoft cho biết doanh số bán hàng kỹ thuật số của trò chơi chiếm 45% tổng doanh thu, tăng 10 phần trăm so với Assassin's Creed Origins năm trước. Hơn 10 triệu bản đã bán ra vào tháng 3 năm 2020.

### Giải thưởng
| Năm  | Giải thưởng                                           | Hạng mục                                                   | Kết quả   | Tham khảo     |
| ---- | ----------------------------------------------------- | ---------------------------------------------------------- | --------- | ------------- |
| 2018 | Game Critics Awards                                   | Best Console Game                                          | Đề cử     | [ 52 ]        |
| 2018 | Game Critics Awards                                   | Best Action/Adventure Game                                 | Đề cử     | [ 52 ]        |
| 2018 | Gamescom 2018                                         | Best Role-Playing Game                                     | Đề cử     | [ 53 ]        |
| 2018 | Gamescom 2018                                         | Best Console Game (PlayStation 4)                          | Đề cử     | [ 53 ]        |
| 2018 | Golden Joystick Awards                                | Ultimate Game of the Year                                  | Đề cử     | [ 54 ] [ 55 ] |
| 2018 | The Game Awards 2018                                  | Game of the Year                                           | Đề cử     | [ 56 ]        |
| 2018 | The Game Awards 2018                                  | Best Art Direction                                         | Đề cử     | [ 56 ]        |
| 2018 | The Game Awards 2018                                  | Best Performance (Melissanthi Mahut)                       | Đề cử     | [ 56 ]        |
| 2018 | The Game Awards 2018                                  | Best Action/Adventure Game                                 | Đề cử     | [ 56 ]        |
| 2018 | Gamers' Choice Awards                                 | Fan Favorite Game                                          | Đề cử     | [ 57 ]        |
| 2018 | Gamers' Choice Awards                                 | Fan Favorite Action Game                                   | Đề cử     | [ 57 ]        |
| 2018 | Gamers' Choice Awards                                 | Fan Favorite Single Player Gaming Experience               | Đề cử     | [ 57 ]        |
| 2018 | Gamers' Choice Awards                                 | Fan Favorite Character of the Year (Alexios and Kassandra) | Đề cử     | [ 57 ]        |
| 2018 | Gamers' Choice Awards                                 | Fan Favorite Male Voice Actor (Michael Antonakos)          | Đề cử     | [ 57 ]        |
| 2018 | Gamers' Choice Awards                                 | Fan Favorite Female Voice Actor (Melissanthi Mahut)        | Đề cử     | [ 57 ]        |
| 2018 | Titanium Awards                                       | Game of the Year                                           | Đề cử     | [ 58 ] [ 59 ] |
| 2018 | Titanium Awards                                       | Best Artistic Design                                       | Đoạt giải | [ 58 ] [ 59 ] |
| 2018 | Titanium Awards                                       | Best Narrative Design                                      | Đề cử     | [ 58 ] [ 59 ] |
| 2018 | Titanium Awards                                       | Best Game Design                                           | Đề cử     | [ 58 ] [ 59 ] |
| 2018 | Titanium Awards                                       | Best Performance in Spanish (Joël Mulachs)                 | Đề cử     | [ 58 ] [ 59 ] |
| 2018 | Titanium Awards                                       | Best Adventure Game                                        | Đề cử     | [ 58 ] [ 59 ] |
| 2018 | Australian Games Awards                               | RPG of the Year                                            | Đề cử     | [ 60 ]        |
| 2018 | Australian Games Awards                               | Action/Adventure Title of the Year                         | Đề cử     | [ 60 ]        |
| 2018 | Australian Games Awards                               | Game of the Year                                           | Đề cử     | [ 60 ]        |
| 2019 | New York Game Awards                                  | Statue of Liberty Award for Best World                     | Đề cử     | [ 61 ]        |
| 2019 | D.I.C.E. Awards                                       | Outstanding Achievement in Character (Kassandra)           | Đề cử     | [ 62 ]        |
| 2019 | D.I.C.E. Awards                                       | Outstanding Achievement in Story                           | Đề cử     | [ 62 ]        |
| 2019 | D.I.C.E. Awards                                       | Role-Playing Game of the Year                              | Đề cử     | [ 62 ]        |
| 2019 | Writers Guild of America Awards 2018                  | Outstanding Achievement in Videogame Writing               | Đề cử     | [ 63 ]        |
| 2019 | National Academy of Video Game Trade Reviewers Awards | Animation, Artistic                                        | Đề cử     | [ 64 ]        |
| 2019 | National Academy of Video Game Trade Reviewers Awards | Animation, Technical                                       | Đề cử     | [ 64 ]        |
| 2019 | National Academy of Video Game Trade Reviewers Awards | Art Direction, Period Influence                            | Đề cử     | [ 64 ]        |
| 2019 | National Academy of Video Game Trade Reviewers Awards | Costume Design                                             | Đề cử     | [ 64 ]        |
| 2019 | National Academy of Video Game Trade Reviewers Awards | Design, Franchise                                          | Đề cử     | [ 64 ]        |
| 2019 | National Academy of Video Game Trade Reviewers Awards | Original Dramatic Score, Franchise                         | Đề cử     | [ 64 ]        |
| 2019 | National Academy of Video Game Trade Reviewers Awards | Use of Sound, Franchise                                    | Đề cử     | [ 64 ]        |
| 2019 | SXSW Gaming Awards                                    | Excellence in Visual Achievement                           | Đề cử     | [ 65 ]        |
| 2019 | Game Developers Choice Awards                         | Best Technology                                            | Đề cử     | [ 66 ]        |
| 2019 | 2019 G.A.N.G. Awards                                  | Audio of the Year                                          | Đề cử     | [ 67 ]        |
| 2019 | 2019 G.A.N.G. Awards                                  | Best Cinematic Cutscene Audio                              | Đề cử     | [ 67 ]        |
| 2019 | 2019 G.A.N.G. Awards                                  | Best Dialogue                                              | Đề cử     | [ 67 ]        |
| 2019 | 30th GLAAD Media Awards                               | Outstanding Video Game                                     | Đề cử     | [ 68 ]        |
| 2019 | 15th British Academy Games Awards                     | Best Game                                                  | Đề cử     | [ 69 ]        |
| 2019 | 15th British Academy Games Awards                     | Performer (Melissanthi Mahut)                              | Đề cử     | [ 69 ]        |
| 2019 | Italian Video Game Awards                             | People's Choice                                            | Đề cử     | [ 70 ]        |
| 2019 | Italian Video Game Awards                             | Game of the Year                                           | Đề cử     | [ 70 ]        |
| 2019 | Italian Video Game Awards                             | Best Art Direction                                         | Đề cử     | [ 70 ]        |
| 2019 | Italian Video Game Awards                             | Best Character (Kassandra)                                 | Đề cử     | [ 70 ]        |
| 2019 | Ivor Novello Awards                                   | Best Original Video Game Score                             | Đề cử     | [ 71 ]        |